# کوان ری سه
کوان ری سه (کره‌ای: 권리세؛ ۱۶ اوت ۱۹۹۱ – ۷ سپتامبر ۲۰۱۴) خواننده اهل کره جنوبی بود. وی بین سال‌های ۲۰۱۳ تا ۲۰۱۴ میلادی فعالیت می‌کرد.